# Profil topografic

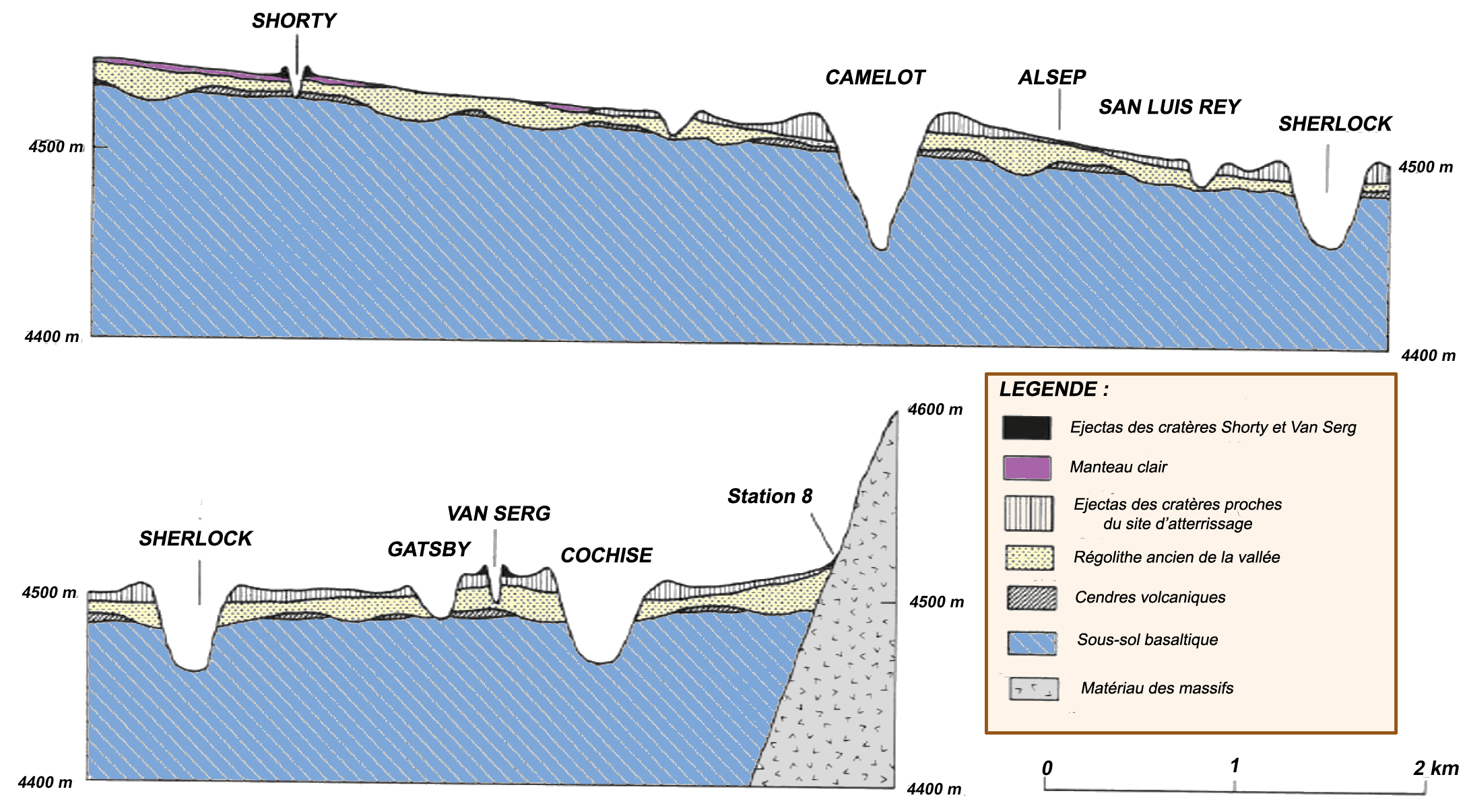
Profil topografic prin valea Taurus Littrow obţinut din datele geologice colectate de Apollo 17. Studiu SSFU 1981

Un profil topografic este o vedere în secțiune transversală de-a lungul unei drepte care trece printr-o porțiune a unei hărți topografice. Cu alte cuvinte, dacă ai putea tăia printr-o porțiune de pământ, ai trage deoparte o jumătate și te-ai uita la partea rămasă, suprafața ar fi un profil topografic.
Profilul topografic constituie o modalitate de cunoaștere a reliefului, deoarece el reprezintă o secțiune verticală prin teren. El este în măsură să procure informații asupra genezei, evoluției, caracterelor morfografice și morfometrice ale
formelor de relief. Poate reda cu exactitate atât particularități ale teraselor fluviale, nivelelor de luncă, ale albiei minore, văilor, versanților, interfluviilor și suprafețelor de racord, cât și diferitele raporturi care se stabilesc între acestea sub aspect morfogenetic, evolutiv, morfografic și morfometric.